# トライスター ピクチャーズ
トライスター ピクチャーズ（TriStar Pictures, Inc.、1991年までの綴りはTri-Star、トライ・スター）は、アメリカ合衆国の映画スタジオ・製作会社であり、複合企業であるソニーグループ傘下のソニー・ピクチャーズ モーション ピクチャー グループの一員である。同じソニー・ピクチャーズのスタジオであるコロンビア ピクチャーズとは姉妹会社である。
トライスター ピクチャーズは1982年3月2日に設立され、ヴィクター・カウフマンによってノヴァ・ピクチャーズとして設立された。1983年5月16日、PBSのNovaシリーズとの混同を避けるため、社名をトライスターに変更した。
元々は、コロンビア・ピクチャーズ、CBS、HBO（後にパラマウント・ピクチャーズの親会社初代バイアコム/2代目バイアコム/パラマウント・グローバルとワーナー・ブラザースの親会社タイム・ワーナー/ワーナー・ブラザース・ディスカバリーがそれぞれ所有することになる）の合弁会社で、それぞれの部門がビデオ、放送、そしてケーブルテレビの放映権を扱っていたが、1980年代には、プロデューサーズ・セールス・オーガニゼーション、カロルコ・ピクチャーズ、タフト・エンターテインメント・グループと幸運にも配給契約を結び、低予算の作品で数多くのヒット作を生み出した。また、ロウズ・シアターズの買収や独自のテレビ部門の設立など、10年間を通じて意欲的に事業を拡大した。この10年間にトライスターが独自にヒットさせた作品には、『きのうの夜は…』、『マペットめざせブロードウェイ!』、『天才アカデミー』、『恋の邪魔者』、『ペギー・スーの結婚』、『暴力教室'88』、『ベイビー・トーク』、『マグノリアの花たち』などがある。
1985年11月15日、CBSは合弁事業から脱退し、コロンビア ピクチャーズに株式を売却した。HBOは1986年、HBOピクチャーズを設立するため、株式を同スタジオに売却した。1987年12月21日、トライスター ピクチャーズは、コカ・コーラによるトライスターとコロンビアの合併に伴い、コロンビア・ピクチャーズ・エンターテインメントに社名を変更し、「コロンビア・トライスター」となり、同社は株式の80%を保有した。1988年1月、CPEの株価はやや下落し、コカ・コーラはCPE株を49%に減らした。1988年4月13日、社名をトライスター ピクチャーズに戻した。1989年11月8日、日本のソニーが34億ドルでコロンビア・ピクチャーズ・エンターテインメントを買収した。1991年8月7日、ソニー・ピクチャーズ エンタテインメントとして、スタジオ名からハイフンが正式に削除された。トライスターは、1928年に設立されたRKOピクチャーズ以来のアメリカの新しいメジャー映画スタジオとなった。
1990年代、トライスターはコロンビアから独立して運営されていた。その作品はほとんど姉妹スタジオのものと区別がつかなかったが、やがて『めぐり逢えたら』、『フィラデルフィア』、『マンハッタン・ラプソディ』、『ザ・エージェント 』、『恋愛小説家』、『バグジー』、『ジュマンジ』などのヒット作を連発し、ダニー・デヴィートの『マチルダ』ではビデオも大ヒットさせた。しかし1998年、東宝の怪獣映画『ゴジラ』のリメイク版である『GODZILLA』が不評を買い、苦境に立たされたものの、ソニーはすぐにこのスタジオをコロンビアと合併させ、コロンビア・トライスター・モーション・ピクチャーズ・グループを設立した。その後、ソニーは2004年にスタジオを映画作品に特化したジャンルレーベルにすることを決定するまで、トライスターの名前はごく限定的に使用された。2015年、ソニーは映画とテレビ制作のための手段としてトライスター・プロダクションズを設立した。トライスター・ピクチャーズは現在、ソニー・ピクチャーズ・ワールドワイド・アクイジションズからのタイトルを含む新しいビジネスとソニー・ピクチャーズからの他の作品の配給の手段として使用されている。
トライスター ピクチャーズはモーション・ピクチャー・アソシエーション（MPA）のメンバーである。

## 歴史

### 設立初期（1982年 - 1987年）
1982年3月2日、慢性的に膨張する映画製作費を折半するため、当時コカ・コーラ資本下にあったコロンビア映画と、HBO、CBSの共同出資によって設立された。初めて配給をした映画は『ナチュラル』。2作目には、かつてMGMが製作した『ボーイハント』をリメイクするが、こちらは興行的に失敗で終わっている。

### コロンビア・ピクチャーズ・エンターテインメント時代 （1987年 - 1989年）
1985年にCBSが、1986年にHBOが事業から撤退したため、コロンビア映画が一手に引き受けることとなり、コロンビア・ピクチャーズ・エンターテインメントによって買収される。しかし、その後もトライスターとコロンビア映画の両社は、それぞれ別名義で映画製作・配給を続けていた。

### ソニーの傘下へ （1989年 - ）
1989年、コカ・コーラのエンターテイメント事業がソニーによって買収され、トライスターとコロンビア映画はソニー・ピクチャーズ傘下へと編入されるが、ここでも両社の名義は残されている。1998年夏、ソニー・ピクチャーズはトライスターとコロンビア映画を「コロンビア・トライスター・ピクチャーズ」として再編成するも、三たびそれぞれの部門は独自名義を残したまま映画製作・配給を継続した。2004年にトライスターは、“ジャンルごとの特色を強調する”ための製作部門として事業を再発進させている。また配給のみを担当するケースもある。
2013年にソニー・ピクチャーズは、20世紀フォックスの共同会長だったトーマス・ロスマン（2015年にはSPMPGの会長に就任）との合弁事業であるトライスター・プロダクションズを設立。トライスター映画の一部門となった。

## ロゴ
トライスターのロゴは、翼のある馬ペガサス（静止しているか、スクリーンを横切って飛んでいる）が描かれている。このアイデアは、幹部のヴィクター・カウフマンと彼の家族が乗馬に興味を持っていたことに由来する。オリジナルのロゴは、トライスターのアドバイザーを務めていたシドニー・ポラックの協力を得て制作された。オリジナルのロゴの馬は、ポラックの映画『出逢い』で使われた馬と同じだった。

## 作品一覧

### 1980年代
- ナチュラル The Natural
- ボーイハント Where the Boys Are
- スペースバンパイア Lifeforce
- ランボー/怒りの脱出 Rambo: First Blood Part II
- 天才アカデミー（英語版） Real Genius
- マイアミ・ホット・リゾート（英語版） Private Resort
- きのうの夜は… About Last Night...
- マペットめざせブロードウェイ! The Muppets Take Manhattan
- ペギー・スーの結婚 Peggy Sue Got Married
- ラビリンス/魔王の迷宮 Labyrinth
- 恋の邪魔者（英語版） Nothing in Common
- ヒッチャー The Hitcher
- ダブルボーダー Extreme Prejudice
- 黄昏に燃えて Ironweed
- ショート・サーキット Short Circuit
- アイアン・イーグル Iron Eagle
- バトルランナー The Running Man
- 暴力教室'88 The Principal
- キャデラック・カウボーイ（英語版） Sunset
- ランボー3/怒りのアフガン Rambo III
- ブロブ/宇宙からの不明物体 The Blob
- ロックアップ Lock-Up
- ベイビー・トーク Look Who's Talking?
- マグノリアの花たち Steel Magnolias
- グローリー Glory

### 1990年代
- わが心のボルチモア Avalon
- トータル・リコール Total Recall
- ハドソン・ホーク Hudson Hawk
- バグジー Bugsy
- フィッシャー・キング The Fisher King
- ターミネーター2 Terminator 2: Judgment Day
- フック Hook
- 氷の微笑 Basic Instinct
- ユニバーサル・ソルジャー Universal Soldier
- フィラデルフィア Philadelphia
- 山猫は眠らない Sniper
- フランケンシュタイン Mary Shelley's Frankenstein
- クリフハンガー Cliffhanger
- めぐり逢えたら Sleepless in Seattle
- クロオビキッズ/日本参上! 3 Ninjas Kick Back
- ジュマンジ Jumanji
- ザ・エージェント Jerry Maguire
- クロオビキッズ/夏休み決戦! 3 Ninjas Knuckle Up
- マチルダ Matilda
- マンハッタン・ラプソディ The Mirror Has Two Faces
- ベスト・フレンズ・ウェディング My Best Friend's Wedding
- スターシップ・トゥルーパーズ Starship Troopers
- 恋愛小説家 As Good as It Gets
- フェイク Donnie Brasco
- GODZILLA Godzilla
- マスク・オブ・ゾロ The Mask of Zorro
- クロオビ・キッズ/メガ・マウンテン奪回作戦 3 Ninjas: High Noon at Mega Mountain
- ユニバーサル・ソルジャー/ザ・リターン Universal Soldier: The Return

### 2000年以降
- スターシップ・トゥルーパーズ2 Starship Troopers 2: Hero of the Federation
- 山猫は眠らない2 狙撃手の掟 Sniper 2
- サイレントヒル Silent Hill
- デス・ロード 染血 Wind Chill
- I Know Who Killed Me
- 最凶家族計画（英語版） The Brothers Solomon
- シャッフル Premonition
- 88ミニッツ 88 Minutes
- キャデラック・レコード 音楽でアメリカを変えた人々の物語 Cadillac Records
- 第9地区 District 9
- ソウル・サーファー Soul Surfer
- LOOPER/ルーパー Looper
- ザ・コール 緊急通報指令室 The Call
- エリジウム Elysium
- 死霊のはらわた Evil Dead
- ポンペイ Pompeii
- ザ・ウォーク The Walk
- マネーモンスター Money Monster
- ゲティ家の身代金 All the Money in the World
- ベイビー・ドライバー Baby Driver
- 幸せへのまわり道 A Beautiful Day in the Neighborhood
- ホイットニー・ヒューストン I WANNA DANCE WITH SOMEBODY I Wanna Dance with Somebody
- ブック・オブ・クラレンス 嘘つき救世主のキセキ（英語版） The Book of Clarence
- HERE 時を越えて Here